# Бланьи
Бланьи́ (фр. Blagny) — коммуна во Франции, находится в регионе Шампань — Арденны. Департамент коммуны — Арденны. Входит в состав кантона Кариньян. Округ коммуны — Седан.
Код INSEE коммуны — 08067.
Коммуна расположена приблизительно в 230 км к востоку от Парижа, в 95 км северо-восточнее Шалон-ан-Шампани, в 39 км к юго-востоку от Шарлевиль-Мезьера.

## Население
Население коммуны на 2008 год составляло 1211 человек.
| 1962 | 1968 | 1975 | 1982 | 1990 | 1999 | 2008 |
| ---- | ---- | ---- | ---- | ---- | ---- | ---- |
| 1659 | 1745 | 1801 | 1393 | 1382 | 1259 | 1211 |

## Администрация
| Период | Период | Фамилия          | Партия | Должность |
| ------ | ------ | ---------------- | ------ | --------- |
| 2001   | 2008   | Андре Ланот      |        |           |
| 2008   |        | Жан-Мишель Робер |        |           |

## Экономика

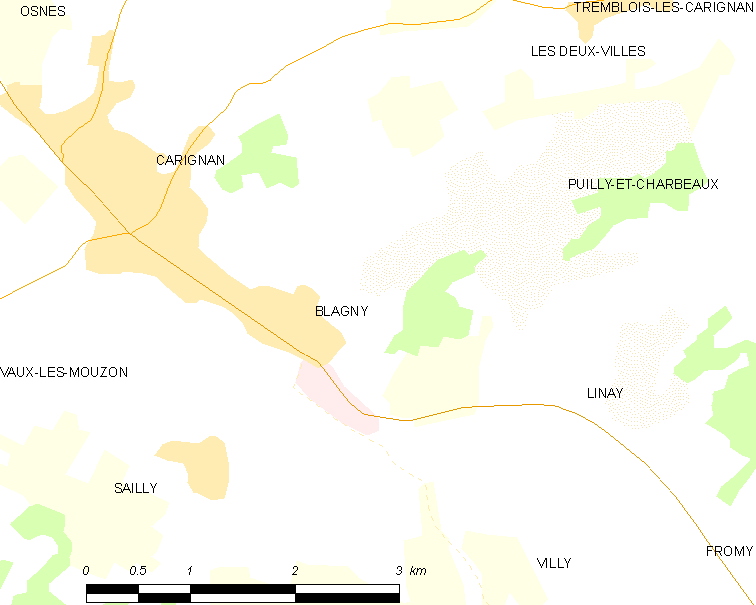
Карта коммуны

В 2007 году среди 742 человек в трудоспособном возрасте (15—64 лет) 517 были экономически активными, 225 — неактивными (показатель активности — 69,7 %, в 1999 году было 60,5 %). Из 517 активных работали 431 человек (263 мужчины и 168 женщин), безработных было 86 (41 мужчина и 45 женщин). Среди 225 неактивных 56 человек были учениками или студентами, 65 — пенсионерами, 104 были неактивными по другим причинам.

## Достопримечательности
- Церковь Сен-Реми (1700 год)